# 文化・メディア・スポーツ省
文化・メディア・スポーツ省（ぶんか・メディア・スポーツしょう、英語: Department for Culture, Media and Sport, DCMS）は、イギリスの行政機関の一つで、文化・芸術・スポーツおよびイギリス国内の放送やインターネットなどメディアに関する行政を担う。単に文化省とも呼ばれる。
観光行政やレジャー産業・クリエイティブ産業（一部はビジネス・エネルギー・産業戦略省の所管）の振興、デジタルエコノミー政策も所管する。かつては2012年のロンドンオリンピックおよびロンドンパラリンピックの招致・準備および実施のための行政支援も担っていた。

## 歴史
1992年4月11日、ジョン・メージャー政権発足と同時に創設された国家遺産省（Department of National Heritage; DNH）が前身。1997年7月14日にトニー・ブレア政権の下で文化・メディア・スポーツ省 (Department for Culture, Media and Sport) に改称された。その後、テリーザ・メイ政権の下、2017年7月3日にデジタル・文化・メディア・スポーツ省 (Department for Digital, Culture, Media and Sport) に改称されたが、2023年2月7日に旧称に戻った。

## 政策分野
- 芸術
- BBCを含む放送
- 市民社会
- 慈善団体
- クリエイティブ産業
  - 広告
  - 芸術市場
  - デザイン
  - ファッション
  - 映画
  - 音楽産業
  - 出版
- 歴史的環境の保護
- 建築と設計
- 文化財や文化遺産
- アルコール類とエンターテインメント・ライセンス認可
- ギャンブルと競走（公営競技）
- 報道の自由と規制
- 図書館
- 博物館と美術館
- 国営宝くじ
- 観光
- スポーツ
- オリンピック